# Résinoïde
Vous pouvez aider à l'améliorer ou bien discuter des problèmes sur sa page de discussion.
- Son contenu est rédigé entièrement ou presque à partir d'une seule source. N'hésitez pas à modifier cet article pour améliorer sa vérifiabilité en apportant de nouvelles références dans des notes de bas de page. (Marqué depuis juin 2025)
- Il n’est pas rédigé dans un style encyclopédique. (Marqué depuis juin 2025)

- Archive Wikiwix
- Bing
- Cairn
- DuckDuckGo
- E. Universalis
- Gallica
- Google
- G. Books
- G. News
- G. Scholar
- Persée
- Qwant
- (zh) Baidu
- (ru) Yandex
- (wd) trouver des œuvres sur Wikidata

Un résinoïde est un extrait obtenu à partir d’une matière première sèche d’origine végétale par extraction au moyen d'au moins un solvant. Les solvants sont ensuite totalement ou partiellement éliminés.
L'extrait odorant sert de matière première pour la fabrication de parfum en parfumerie et à la création d'arôme pour l'alimentation.
Remarque : Il ne faut pas confondre avec le syndrome résinoïde (gastro-entéritique) à incubation inférieure à 6 heures, causé pars divers champignons provoquant des intoxications plus ou moins graves comme la Clavaire remarquable (Ramaria formosa), la Russule émétique ou encore l'Agarics xanthoderme (Agaric jaunissant) ou à incubation provoquant des intoxications graves comme le Bolets Satanas (Bolet de satan) l'Entoloma lividum (Entolome livide).